# Fantômette (série télévisée)
Pour la série d'animation, voir Fantômette (série télévisée d'animation). Pour les romans jeunesse, voir Fantômette.
Fantômette est une série télévisée française en 21 épisodes de 24 minutes diffusée d'avril à mai 1993 sur France 3 et Canal J.
Elle est adaptée de la série littéraire homonyme de Georges Chaulet.

## Synopsis
Fantômette doit déjouer les plans criminels du Masque d'argent, de Cynica et du Furet dans la ville de Framboisy.

## Fiche technique
- Titre : Fantômette
- Réalisation : Christiane Spiero, Marco Pauly et Christiane Lehérissey
- Scénario : d'après la série homonyme de Georges Chaulet
- Décors : Patrick Corrand, Christian Siret, Patrick Bocquet
- Photographie : Jean-Claude Hugon
- Production : Les Films du 3e étage, France 3, Méditerranée Films Productions, IMA Productions
- Pays :  France
- Langue : français
- Nombre d'épisodes : 21
- Durée : 24 minutes
- Date de première diffusion : 20 avril 1993

## Distribution
- Katia Sourzac : Françoise / Fantômette
- Sabine Franquet : Ficelle
- Justine Fraioli : Boulotte
- Bertrand Lacy : Œil de Lynx
- Arsène Jiroyan : l'inspecteur Lavarin
- Grégory Cantien : Molécule
- Jacques de Candé : Poison
- Bruno Raffaelli : le Masque d'argent
- Michel Crémadès : le Furet
- Eric Leblanc : Bulldozer
- Christine Reverho : Cynica.

## Épisodes
1. Fantômette et le Clone
2. Fantômette est givrée
3. Fantômette et l’Eau rouge
4. Fantômette et le Secret de la couronne
5. Fantômette contre le colonel X
6. Prise de tête pour Fantômette
7. Fantômette et la Carnimousse
8. Fantômette et la Malédiction de la bague-serpent
9. Fantômette et le Passé recomposé
10. Fantômette chasse gardée
11. Fantômette et la Photo interdite
12. Fantômette et les Habits du ciel
13. Fantômette au bal des empereurs
14. Fantômette et le Temps du magicien
15. Fantômette et le Collier de Rahpsaskou
16. Fantômette et le Vol parfait
17. Fantômette et la Framboisy Connection
18. Fantômette contre Mettofan
19. Fantômette et l’Os préhistorique
20. Fantômette et le Brouilleur d'âmes
21. Fantômette contre le Masque d'argile

## Autour de la série
La série fut, pour beaucoup, réalisée dans le département du Nord à Villeneuve-d'Ascq aux abords du château de Flers, de l'église Saint-Pierre de Flers-Bourg, et dans les locaux de deux commerçants aux alentours, transformés en commissariat pour les besoins du scénario.
Prévue au départ pour un total de 26 épisodes, la série n'en comptera finalement que 21.